# Mesoleuca impuncta
Mesoleuca impuncta là một loài bướm đêm trong họ Geometridae.